# Cattedrale della Presentazione di Cristo (Fira)
La cattedrale della Presentazione di Cristo (in greco: Μητροπολιτικός Ναός Υπαπαντής του Χριστού) è la cattedrale metropolitana ortodossa di Fira, nell'isola di Santorini, e sede della metropolia di Théra, Amorgo e delle Isole.

## Storia e descrizione
Situata nel centro della città, venne costruita nel 1827. Con il terremoto del 1956 la chiesa crollò ma venne successivamente ricostruita. 
Lo spazio interno, di dimensioni piuttosto ridotte, presenta affreschi realizzati dal pittore Cristoforos Asimis, caratterizzati da tenui colorazioni dorate e da icone di fine pittura. Sul lato destro sono custoditi, in una teca, gli abiti dei sacerdoti, di varia foggia e colori.

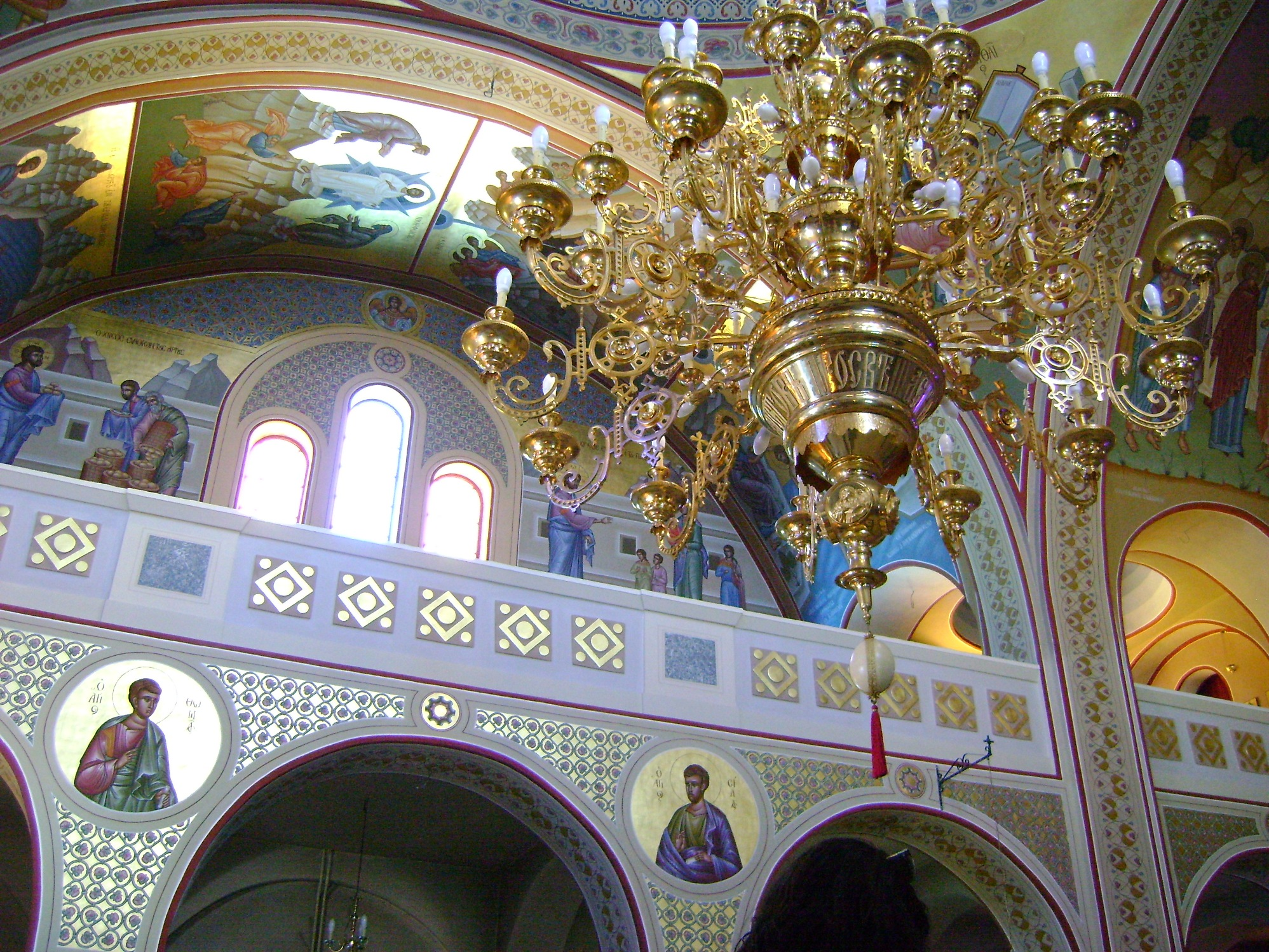
Un particolare dell'interno
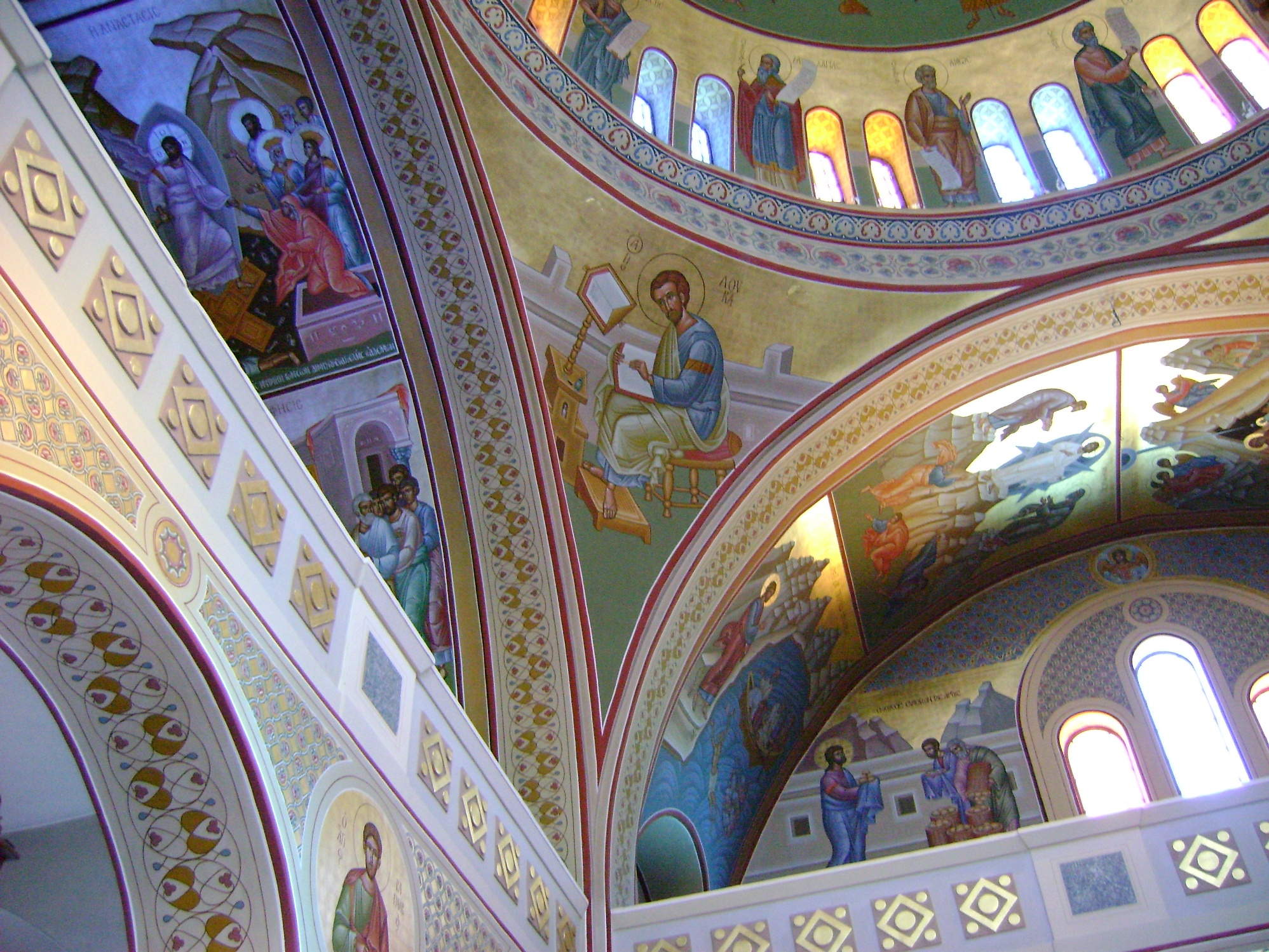
Un altro particolare dell'interno
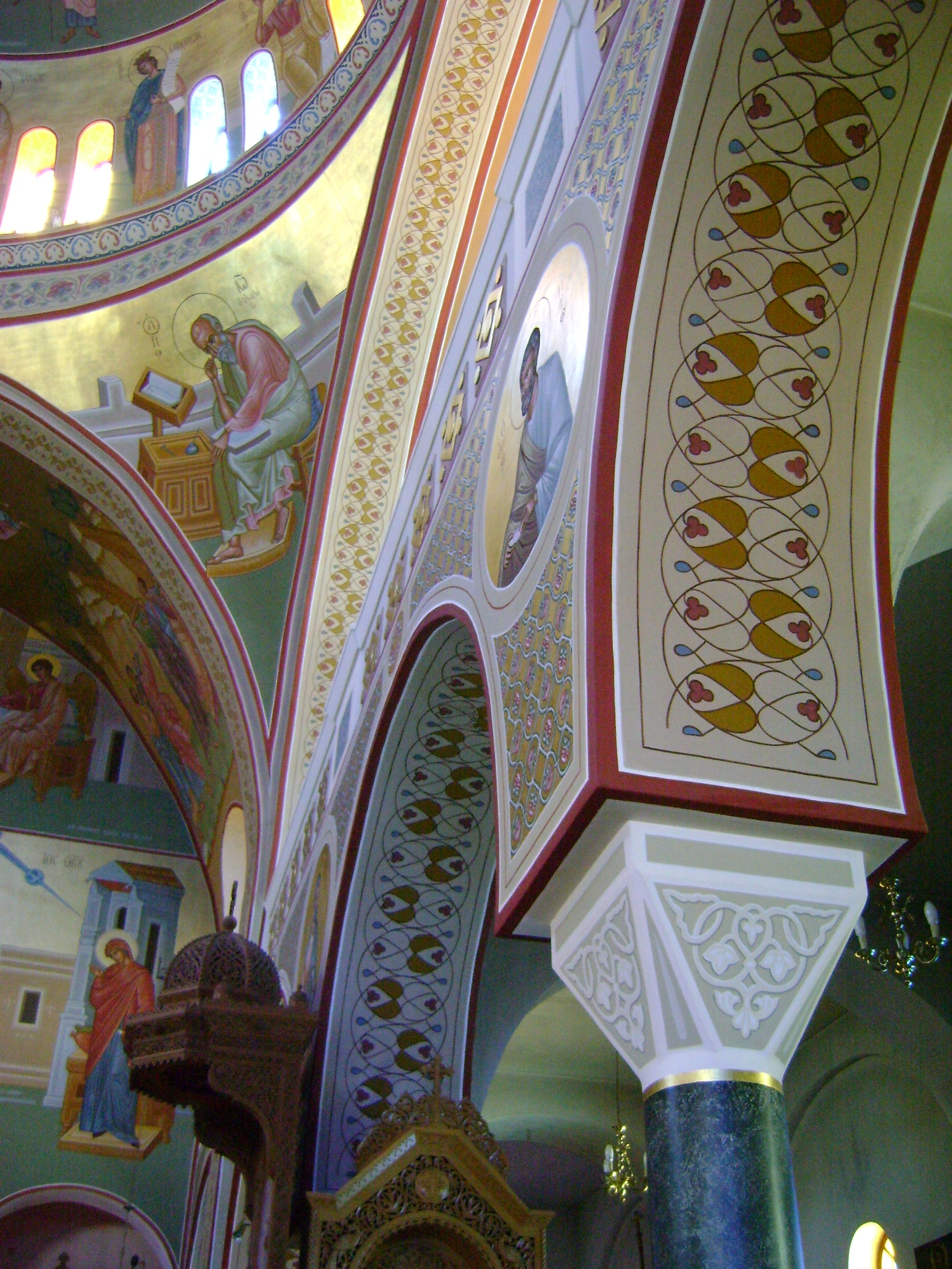
Un particolare della colonna
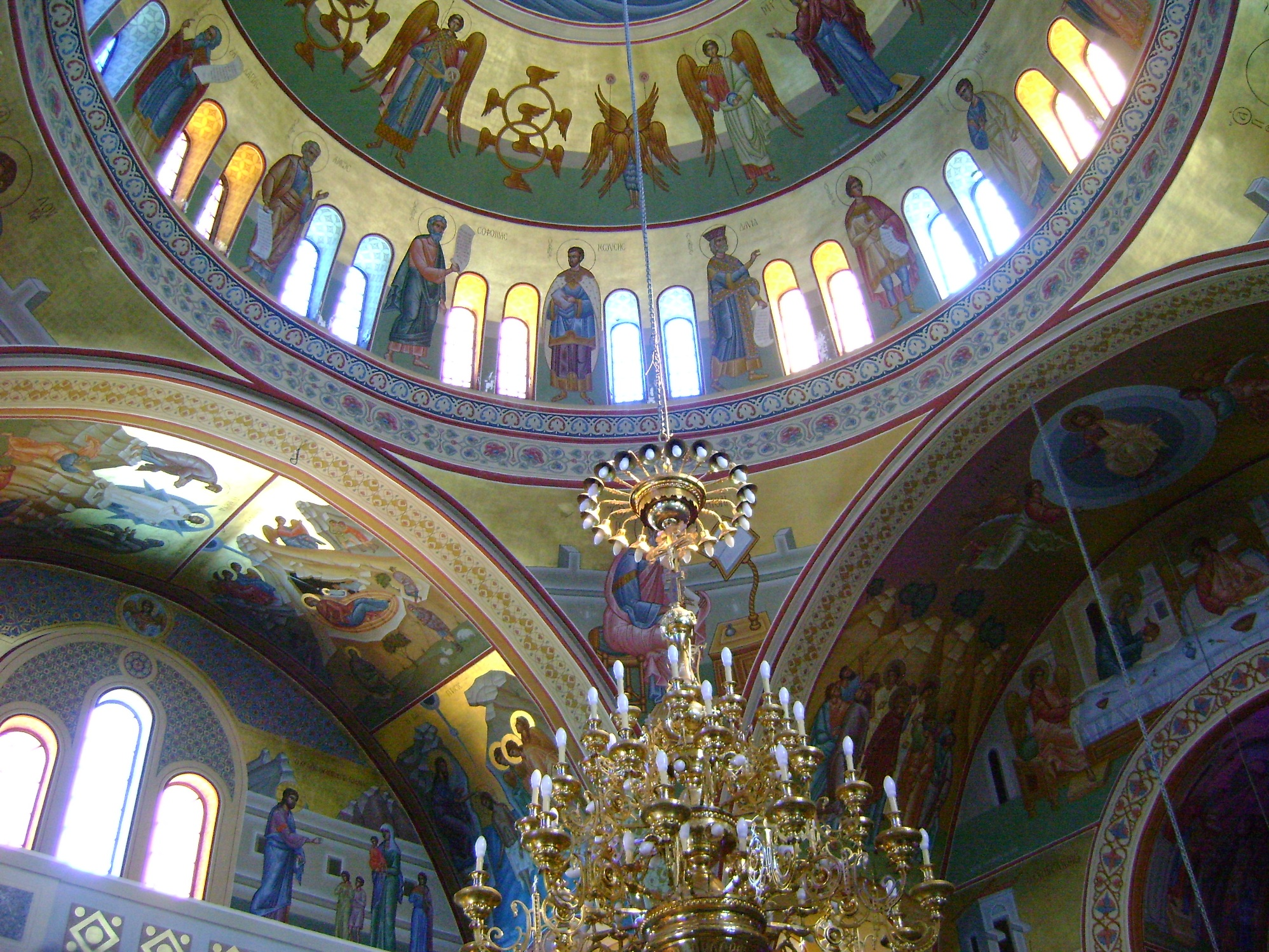
Un particolare del soffitto